# HMS Marlborough (1912)
HMS Marlborough var ett slagskepp i Iron Duke-klassen i Royal Navy, uppkallat efter John Churchill, första hertigen av Marlborough. Hon byggdes vid Devonport Royal Dockyard, i Plymouth, mellan januari 1912 och juni 1914 och togs i tjänst strax före första världskrigets utbrott. Hon var beväpnad med ett huvudbatteri med tio 13,5-tums (34,3 cm) kanoner och hade en toppfart på 21,25 knop (39,36 km/h).
Marlborough tjänstgjorde i Grand Fleet under hela kriget och patrullerade främst i norra delen av Nordsjön för att upprätthålla blockaden av Tyskland. Hon deltog i Skagerrakslaget (31 maj-1 juni 1916), där hon sänkte den mycket svårt skadade tyska kryssaren SMS Wiesbaden. Under striden träffade Wiesbaden Marlborough med en torped som till slut tvingade henne att dra sig tillbaka. Skadan på Marlborough reparerades i början av augusti, även om de två sista krigsåren var händelselösa, eftersom de brittiska och tyska flottorna antog mer försiktiga strategier.
Efter kriget placerades Marlborough i Medelhavsflottan, där hon deltog i de allierades ingripande i det ryska inbördeskriget i Svarta havet 1919-20 och räddade medlemmar av den kejserliga familjen från Jalta 1919. Hon var också involverad i det grek-turkiska kriget. År 1930 gav Londonfördraget mandat att de fyra slagskeppen i Iron Duke-klassen skulle tas ur tjänst. 1931-32 användes Marlborough för olika vapentester, vars resultat införlivades i ombyggnadsprogrammet för slagskeppen i Queen Elizabeth-klassen.

## Design

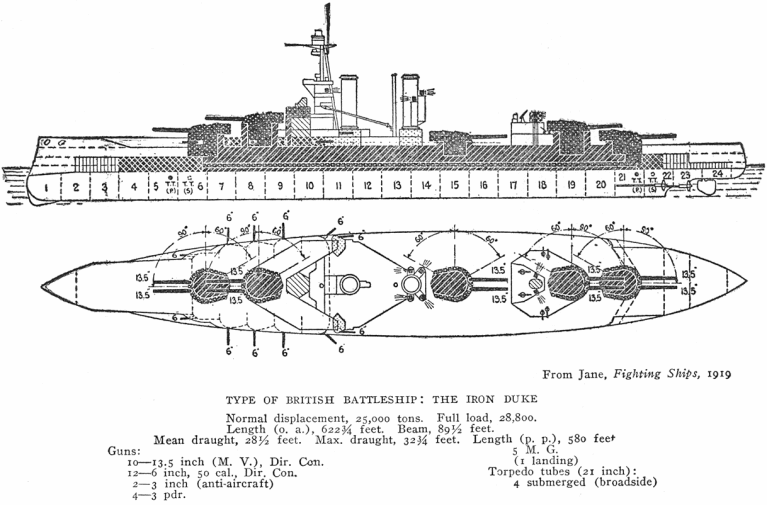
Ritning som visar ett Iron Duke slagskepp, från Jane's Fighting Ships 1919.

De fyra slagskeppen i Iron Duke-klassen beställdes i 1911 års byggprogram och var en stegvis förbättring jämfört med den föregående King George V-klassen. Den främsta förändringen mellan de två klasserna var att de nyare fartygen hade ett tyngre sekundärbatteri. Marlborough var 190 meter lång totalt och hade en bredd på 27 meter och ett genomsnittligt djupgående på 9 meter. Hon hade ett deplacement av 25 400 ton nybyggd och upp till 30 030 ton vid full last. Hennes framdrivningssystem bestod av fyra Parsonturbiner, med ånga från arton Babcock & Wilcox-pannor. Motorerna hade en effekt på 29 000 shp (21 625 kW) och gav en toppfart på 21,25 knop (39 km/h). Hennes räckvidd var 7 800 nautiska mil (14 446 km) vid en hastighet på 10 knop (19 km/h). Marlborough hade en besättning på 995 officerare och sjömän, men under krigstid ökade besättningen till 1 022 personer.
Marlborough var beväpnad med ett huvudbatteri med tio BL 34,3 cm Mk V-kanoner monterade i fem dubbeltorn. De var placerade i två par, ett i fören och ett i aktern; det femte tornet var placerat midskepps, mellan skorstenarna och den bakre överbyggnaden. Närförsvar mot torpedbåtar tillhandahölls av ett sekundärt batteri med tolv BL 15,2 cm Mk VII-kanoner. Fartyget var också utrustat med ett par QF 7,6 cm luftvärnskanoner och fyra 4,7 cm kanoner. Som var typiskt för slagskepp under perioden var hon utrustad med två 53,3 cm torpedtuber nedsänkta på vardera sida.
Marlborough skyddades av ett huvudpansarbälte som var 305 mm tjockt över fartygets ammunitionsmagasin och maskin- och pannrum och som reducerades till 102 mm mot fören och aktern. Däcket var 64 mm tjockt i fartygets centrala del och 25 mm i övriga delar.

## Tjänstgöring
Marlborough kölsträcktes på Devonport Royal Dockyard den 25 januari 1912. Hon sjösattes nästan tio månader senare, den 24 oktober, och togs i bruk den 2 juni 1914. Fartyget färdigställdes den 16 juni 1914, en månad innan första världskriget bröt ut. Marlborough anslöt sig till en början till hemmaflottan, där hon tjänstgjorde som flaggskepp för Sir Lewis Bayly. Efter det brittiska inträdet i kriget i augusti omorganiserades hemmaflottan till Grand Fleet, under ledning av amiral John Jellicoe. Marlborough utsågs till flaggskepp till 1:a stridsskvadronen, där hon tjänstgjorde under hela kriget.

### Första världskriget

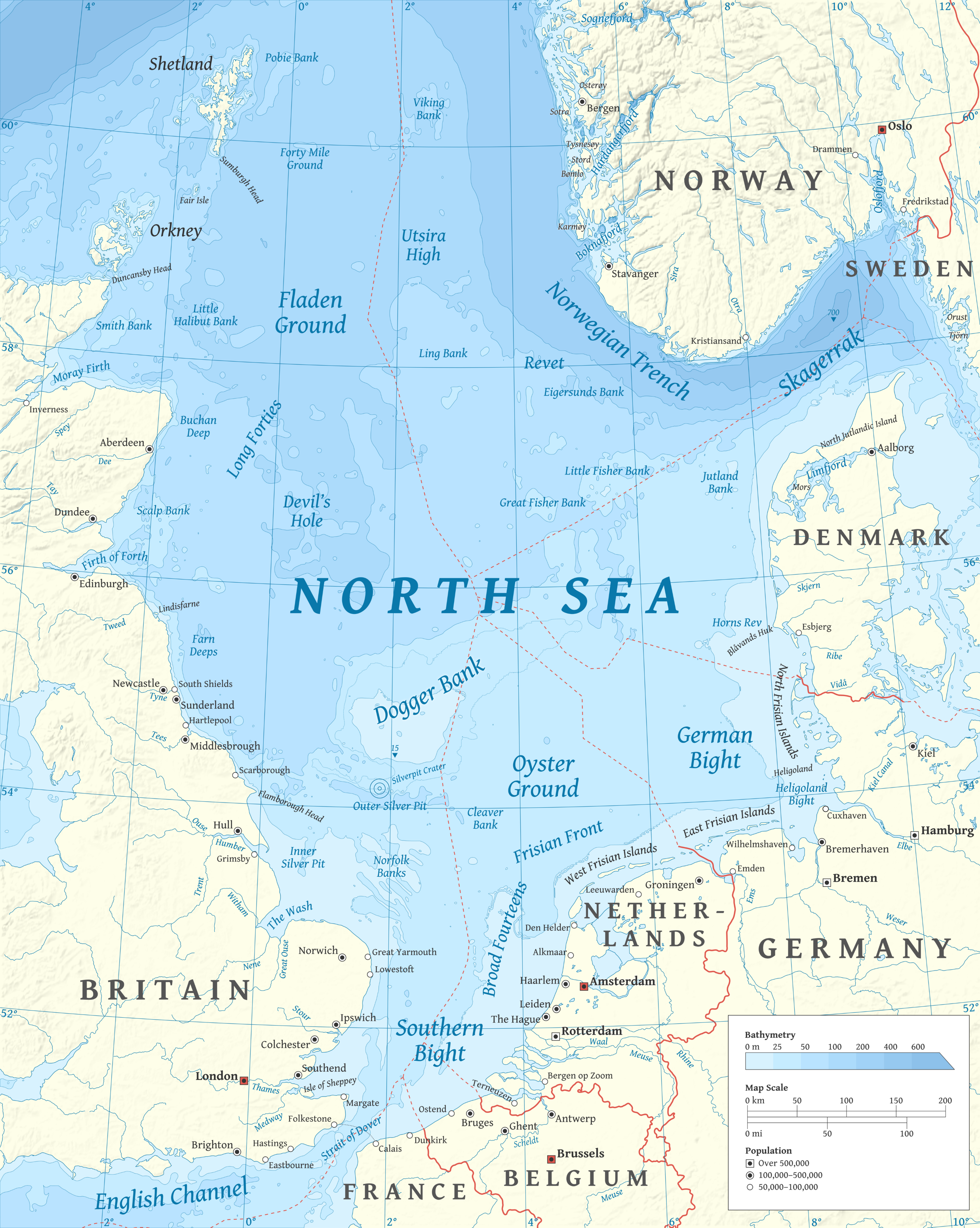
Karta som visar Nordsjön

På kvällen den 22 november 1914 genomförde Grand Fleet en fruktlös patrullering i södra delen av Nordsjön för att stödja viceamiral David Beattys 1:a slagkryssareskader. Flottan var tillbaka i hamn vid Scapa Flow den 27 november. Marlborough och större delen av flottan stannade till en början kvar i hamn under den tyska attacken mot Scarborough, Hartlepool och Whitby den 16 december 1914, även om den 3:e stridseskadern skickades för att förstärka de brittiska styrkorna i området. Efter att ha fått ytterligare information om att resten av den tyska flottan kunde befinna sig till sjöss gav Jellicoe order om att flottan skulle skickas ut för att försöka hitta tyskarna, men vid den tidpunkten hade de redan dragit sig tillbaka. Viceamiral Cecil Burney ersatte Bayley ombord på Marlborough i december, Marlborough blev vid den tidpunkten det nästkommande flaggskeppet för Grand Fleet. Den 25 december skickades flottan ut för en patrull i Nordsjön, som avslutades den 27 december utan några viktiga händelser. Mellan 10-13 januari 1915 genomförde Marlborough och resten av flottan övningar väster om Orkney- och Shetlandsöarna. På kvällen den 23 januari fungerade huvuddelen av Grand Fleet som stöd för Beattys slagkryssare, men blev inte engagerad i det efterföljande slaget vid Doggers Bankar dagen därpå.
Den 7-10 mars 1915 seglade Grand Fleet i norra Nordsjön och utförde övningar. Ytterligare en sådan kryssning ägde rum under den 16-19 mars. Den 11 april genomförde Grand Fleet en patrullering i centrala Nordsjön och återvände till hamn den 14 april; ytterligare en patrullering i området ägde rum under den 17-19 april, följt av övningar utanför Shetland den 20-21 april. Grand Fleet genomförde en patrullering i centrala Nordsjön under den 17-19 maj utan att stöta på tyska fartyg. Ytterligare en patrullering följde den 29-31 maj; men även den var händelselös. Den 2-5 september gjorde flottan en ny kryssning i norra delen av Nordsjön och genomförde övningar.
Den 13 oktober genomförde majoriteten av flottan en patrull i Nordsjön och återvände till hamnen den 15 oktober. Den 2-5 november deltog Marlborough i en flottövning väster om Orkney. Ytterligare en sådan kryssning ägde rum den 1-4 december. Flottan skickades ut för en kryssning i Nordsjön den 26 februari; Jellicoe hade tänkt använda Harwich-styrkan för att svepa genom Helgolandsbukten, men dåligt väder förhindrade operationer i södra Nordsjön. Därför begränsades operationen till den norra delen av havet. Natten till den 25 mars seglade HMS Iron Duke och resten av flottan från Scapa Flow för att stödja slagkryssarstyrkan och andra lätta styrkor som gjorde en räd mot den tyska basen för zeppelinare i Tondern.
Den 21 april genomförde Grand Fleet en avledningsmanöver utanför Horns rev för att distrahera den tyska flottan, medan den ryska flottan lade om sina defensiva minfält i Östersjön. Flottan återvände till Scapa Flow den 24 april och bunkrade, innan den fortsatte söderut som svar på underrättelserapporter om att tyskarna var på väg att inleda en räd mot Lowestoft. Grand Fleet anlände inte till området förrän efter att tyskarna hade dragit sig tillbaka. Under den 2-4 maj genomförde flottan ytterligare en maktdemonstration utanför Horns rev för att hålla tyskarnas uppmärksamhet fokuserad på Nordsjön.

#### Skagerrakslaget
I ett försök att locka fram och förstöra en del av Grand Fleet skickade den tyska flottan ut sexton dreadnoughts, sex pre-dreadnoughts, sex lätta kryssare och trettioen torpedbåtar under befäl av viceamiral Reinhard Scheer Jadebusen tidigt på morgonen den 31 maj. Flottan seglade tillsammans med konteramiral Franz von Hippers fem slagkryssare och stödjande kryssare och torpedbåtar. Royal Navys "Room 40" hade avlyssnat och dekrypterat tysk radiotrafik som innehöll planer för operationen. Amiralitetet beordrade Grand Fleet, som vid den tiden bestod av tjugoåtta dreadnoughts och nio slagkryssare, att lämna hamn kvällen innan för att skära av och förstöra högsjöflottan. På dagen för slaget var Marlborough stationerad längst bak i den brittiska linjen i den 6:edivisionen i den 1:a stridsskvadronen.

Kartor som visar den brittiska (blå) och tyska (röd) flottans rörelser mellan 31 maj och 1 juni 1916

Den inledande aktionen utkämpades främst av brittiska och tyska slagkryssarformationer på eftermiddagen, men klockan 18.00 närmade sig Grand Fleet. Femton minuter senare gav Jellicoe order om att vända och sätta in flottan i strid. Övergången från sin kryssningsformation orsakade trängsel med de bakre divisionerna, vilket tvingade Marlborough och många av de andra fartygen att sänka hastigheten till 8 knop (15 km/h) för att undvika att kollidera med varandra. 18:17 hade de brittiska fartygen inledningsvis dålig sikt och Marlborough kunde bara svagt urskilja en grupp tyska slagskepp av Kaiser-klass. Inom loppet av fyra minuter avfyrade hon sju salvor, först på 9 100 meter och sedan på 12 000 meter. Marlboroughs besättning hävdade att de träffade med den femte och sjunde salvan, men dessa påståenden är osannolika. Hennes kanoner maskerades sedan av en brinnande kryssare, troligen pansarkryssaren HMS Warrior.
Marlborough anslöt sig till den grupp slagskepp som attackerade den tyska lätta kryssaren SMS Wiesbaden klockan 18.25. Hon avfyrade fem salvor innan en för tidig detonation i den högra kanonen i A-tornet gjorde kanonen obrukbar. Hon angrep också fartyget med sitt sekundära batteri. Klockan 18.39 engagerade Marlborough återigen vad som verkade vara ett fartyg av Kaiser-klass och avfyrade en salva innan det tyska fartyget försvann i dimman. Under engagemanget mot Wiesbaden avfyrade den tyska kryssaren en eller två torpeder runt klockan 18.45, varav en träffade Marlborough runt styrbords dieselgeneratorrum. Detonationen skapade ett 8,5 meter långt hål i skrovet och orsakade en betydande översvämning, som tvingade de främre pannorna på den sidan av fartyget att släckas och minskade fartygets hastighet till 16 knop (30 km/h). Burney rapporterade först till Jellicoe att hans fartyg hade träffat en mina eller blivit träffat av en torped klockan 18.57. Flera ytterligare torpeder, den här gången från torpedbåten SMS V48, tvingade Marlborough och resten av fartygen i hennes division att vidta undanmanövrar.

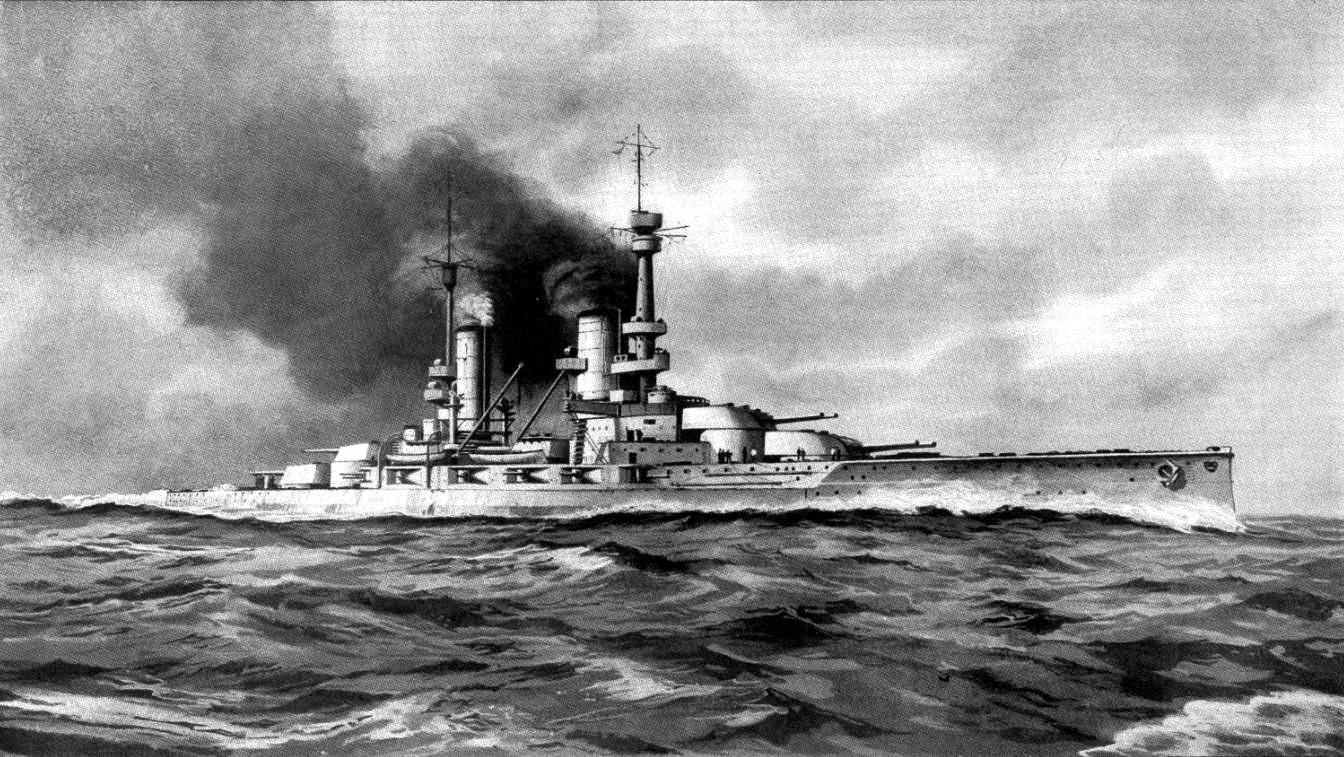
Igenkänningsritning av ett König-klass slagskepp; Marlborough fick in tre träffar på SMS Grosser Kurfürst under slaget

Klockan 19.03 attackerade Marlborough Wiesbaden igen och avfyrade fyra salvor på avstånden 8 700-9 000 meter. Hon träffade den tyska kryssaren med troligen tre granater från de två sista salvorna och dessa neutraliserade slutligen fartyget, även om det tog ytterligare flera timmar innan Wiesbaden sjönk. Klockan 19.12 flyttade Marlborough elden till slagskeppen i König-klassen som ledde den tyska linjen. Hon avfyrade tretton salvor inom loppet av sex minuter mot SMS Grosser Kurfürst på avstånden 9 330 till 9 830 meter och fick in tre träffar, även om hon felaktigt hävdade att hon fick en fjärde. Under den här fasen av slaget avfyrade Marlborough två torpeder som båda missade sina mål: den första mot Wiesbaden kl. 19.10 och den andra mot SMS Kaiser kl. 19.25.
Vid 19.30 hade Marlboroughs pumpar begränsat översvämningen i pannrummen, men fartyget hade en slagsida på cirka 7-8 grader. Istället för att skapa en motöversvämning för att minimera slagsidan försökte besättningen korrigera slagsidan genom att först använda kol och olja från styrbords bunkrar. Slagsidan ledde till att generatorerna som försåg huvudbatteriets torn med ström översvämmades, vilket försvårade för kanonbesättningarna, särskilt när granater överfördes från magasinen till tornen. Explosionen från torpeden var så kraftig att fyrtio vattentäta avdelningar skadades, även om torpedskyddet tog det mesta av kraften och de värre skadade avdelningarna var tillräckligt stöttade. Tre ytterligare torpeder närmade sig Marlborough klockan 19.33. Hon undvek de två första och den tredje passerade ofarligt under fartyget.
Efter att de två flottorna hade avbrutit striden sent på dagen, styrde Grand Fleet söderut i ett försök att skära av de retirerande tyskarna och förgöra dem på morgonen. Den 6:e divisionen saktades ned av Marlborough, som vid det här laget inte kunde göra mer än 15,75 knop (29,17 km/h). Runt klockan 2.00 den 1 juni var 6:e divisionen cirka 12 nautiska mil (22 km) bakom resten av flottan. Vid den tidpunkten började skotten i det styrbords främre pannrummet ge vika under påfrestningarna, vilket tvingade Marlborough att sänka farten till 12 knop (22 km/h). Skadekontrollgrupperna trodde att om huvudbatteriet skulle börja brinna skulle stöttningen som stödde de skadade skotten ge vika, vilket skulle öka risken för fartyget avsevärt. Jellicoe beordrade fartyget att fortsätta på egen hand till Rosyth eller Tyne; Burney hade beordrat spaningskryssaren Fearless att komma intill för att överföra honom till slagskeppet Revenge. Marlborough fortsatte därefter norrut med en hastighet av 11 knop (20 km/h).
Fearless återförenade sig med Marlborough runt 4.00 och båda fartygen sköt kortvarigt mot den tyska zeppelineren L11. Commodore Reginald Tyrwhitts Harwich-styrka hade fått order om att förstärka Grand Fleet, särskilt för att avlasta fartyg med ont om bränsle; de skickades ut klockan 3.50 men det var för sent för att nå flottan till morgonen, så Jellicoe beordrade Tyrwhitt att avdela jagare för att eskortera Marlborough tillbaka till hamnen. På vägen mötte Marlborough och Fearless de brittiska ubåtarna G3 och G5. De två ubåtarna förberedde sig på att attackera fartygen men upptäckte dem innan de hann avfyra torpeder. Klockan 15.00 hade åtta jagare från Harwich-styrkan anslutit sig till Marlborough och ytterligare en pump hade sänkts ner i det översvämmade pannrummet. Omkring 23.30 flyttades pumpen för att rengöra den när fartygets rullning kastade pumpen in i det skadade skottet och slog loss skotten. Vatten strömmade in i fartyget och Marlboroughs kapten beordrade Fearless och jagarna att förbereda sig för att placera sig intill för att rädda besättningen om översvämningen förvärrades klockan 00.47 den 2 juni. En dykare skickades in i pannrummet vid den tidpunkten och kunde hålla pumpen ren, vilket sakta minskade vattennivån i fartyget.
Jellicoe beordrade Marlborough att fortsätta till Humber för tillfälliga reparationer. Där tömdes hennes främre huvudbatteri och 15,2 cm magasinen för att lätta fartyget, fler pumpar togs ombord och stöttningen som stödde det skadade skottet förstärktes. På morgonen den 6 juni seglade fartyget från Humber till Tyne, där det skulle få permanenta reparationer, eskorterat av fyra jagare från Harwich-styrkan. Under slaget hade Marlborough avfyrat 162 granater från sitt huvudbatteri, 60 skott från sina sekundära kanoner och fem torpeder. Torpedträffarna hade dödat två män och skadat ytterligare två. Hon reparerades av Armstrong Whitworth-varvet i Jarrow, och arbetet pågick till den 2 augusti, varefter hon seglade till Cromarty och anlände den 5 augusti. Under reparationsarbetet lades ytterligare 100 ton pansar till på fartyget, främst över magasinen. Dessa ändringar var ett resultat av de brittiska erfarenheterna från Skagerrakslaget, då tre slagkryssare hade förstörts av magasinsexplosioner.

#### Senare operationer
Den 18 augusti skickades återigen den tyska flottan ut i strid, denna gång för att attackera Sunderland. Scheer hoppades kunna locka fram Beattys slagkryssare och förstöra dem. Den brittiska signalspaningen dekrypterade den tyska radiotrafiken, vilket gav Jellicoe tillräckligt med tid för att sätta in Grand Fleet i ett försök att inleda ett avgörande slag. Båda sidorna drog sig tillbaka dagen därpå, efter att motståndarnas ubåtar tillfogat förluster under aktionen den 19 augusti: de brittiska kryssarna Nottingham och Falmouth torpederades och sänktes båda av tyska ubåtar och det tyska slagskeppet SMS Westfalen skadades av den brittiska ubåten E23. Efter att ha återvänt till hamnen utfärdade Jellicoe en order som förbjöd flottan att segla i den södra halvan av Nordsjön på grund av den överväldigande risken från minor och ubåtar.
I februari 1917 ersatte Revenge Marlborough som flaggskepp för 1:a stridsskvadronen och fungerade därefter som det andra flaggskeppet. Mot slutet av året började tyskarna använda jagare och lätta kryssare för att attackera de brittiska konvojerna till Norge; detta tvingade britterna att sätta in tunga fartyg för att skydda konvojerna. Den 23 april 1918 skickades den tyska flottan ut i ett försök att attackera en av de isolerade brittiska eskadrarna, trots att konvojen redan hade passerat säkert. Grand Fleet skickades ut för sent dagen därpå för att hinna ifatt de retirerande tyskarna, även om slagkryssaren SMS Moltke torpederades och skadades svårt av ubåten HMS E42. Under 1918 fick Marlborough och hennes systerfartyg plattformar på sina B- och Q-torn för att hantera spaningsflygplan.
Efter Tysklands kapitulation i november 1918 internerade de allierade större delen av högsjöflottan i Scapa Flow. Flottan mötte den brittiska lätta kryssaren Cardiff, som ledde fartygen till den allierade flotta som skulle eskortera tyskarna till Scapa Flow. Den massiva flottan bestod av cirka 370 brittiska, amerikanska och franska krigsfartyg. Flottan förblev i internering under de förhandlingar som slutligen ledde till Versaillesfördraget. Reuter trodde att britterna hade för avsikt att beslagta de tyska fartygen den 21 juni 1919, vilket var den tidsfrist som Tyskland skulle ha undertecknat fredsfördraget. Den morgonen lämnade Grand Fleet Scapa Flow för att genomföra övningar och medan de var borta gav Reuter order om att borra de tyska fartygen i sank.

### Efter kriget

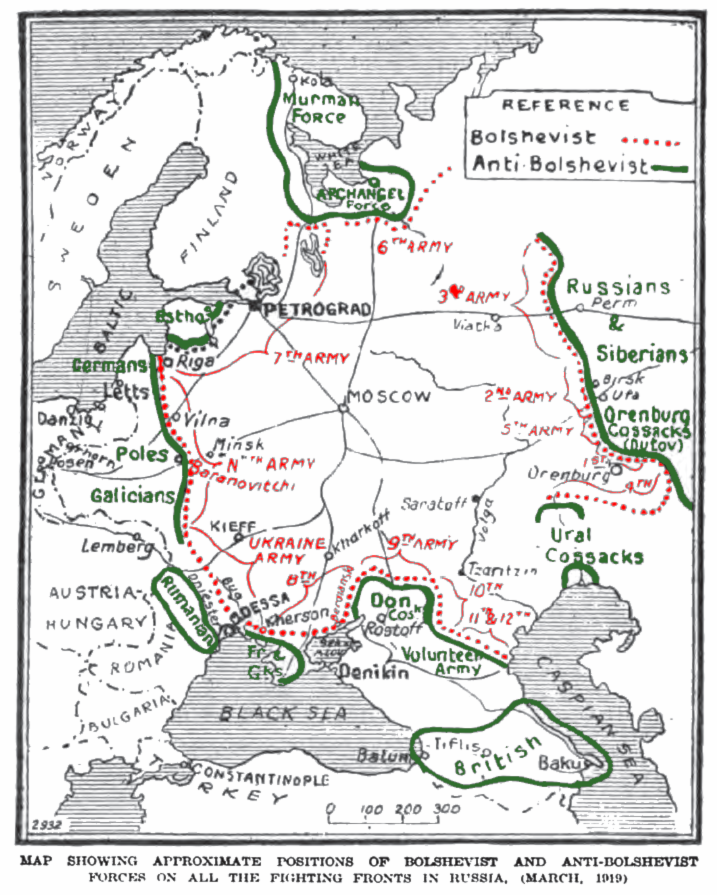
Karta som visar de ungefärliga positionerna för de bolsjevistiska- och vita styrkorna i det ryska inbördeskriget 1919

Den 12 mars 1919 togs Marlborough åter i bruk i Devonport och placerades i Medelhavsflottan, som en del av den 4:e stridsskvadronen, tillsammans med sina tre systerfartyg och två slagskepp av King George V-klass, Centurion och Ajax. Under denna period tjänstgjorde hon i Svarta havet under det allierade ingripandet i det ryska inbördeskriget för att stödja den vita sidan mot bolsjevikerna. Den 5 april 1919 anlände Marlborough till Sevastopol innan hon dagen därpå fortsatte till Jalta. Fartyget tog änkekejsarinnan Maria Fjodorovna och andra medlemmar av den tidigare avsatta ryska kejsarfamiljen, inklusive storhertig Nikolaus och prins Felix Jusupov, ombord i Jalta på kvällen den 7 april. Kejsarinnan vägrade åka om inte britterna också evakuerade sårade och sjuka soldater samt alla civila som också ville fly undan de framryckande bolsjevikerna. Det ryska följet ombord på Marlborough bestod av cirka 80 personer, inklusive 44 medlemmar av kungafamiljen och adeln, med ett antal guvernanter, sjuksköterskor, pigor och tjänstefolk, samt flera hundra väskor med bagage.
Omkring 35 officershytter var lediga och ytterligare kojer installerades, och kejsarinnan tog över kaptenens hytt. På morgonen den 12 april ankrade fartyget utanför ön Halki, cirka 19 km från Konstantinopel, på grund av viss osäkerhet om den före detta ryska kungafamiljens slutdestination. Den 16 april lämnade storhertig Nikolaj Nikolajevitj och hans hustru storhertiginnan Anastasia, storhertig Peter Nikolajevitj och hans hustru storhertiginnan Milica, prinsessan Marina, prins Roman, greve och grevinnan Tyszkiewich, baron och baronessan Staal, herr Boldyreff och dr Malama med sina respektive tjänare fartyget och gick ombord på HMS Lord Nelson för att segla till Genua. De ersattes av greve Dimitri och grevinnan Sophia Mengden, greve George och grevinnan Irina Mengden, grevinnan Vera Mengden, greve Nicholas Mengden, madame Helena Erchoff och två tjänstefolk. På morgonen den 18 april, långfredagen, seglade fartyget till Malta.
I maj 1919 genomförde Marlborough tester med nya högexplosiva 15,2 cm granater utanför Kertjhalvön, men dessa visade sig vara opålitliga. Under denna period använde hon en spaningsballong för att hjälpa till att upptäcka skottfallet. Senare samma månad gick en granat sönder i den vänstra pipan i A-tornet och orsakade mindre skador. Medan fartyget var stationerat utanför Kertjhalvön gav det artilleristöd till de vita trupperna, bland annat genom att beskjuta bolsjevikiska positioner i byarna Koi-Asan och Dal Kamici. 1920 hade brittisk uppmärksamhet riktats mot det grek-turkiska kriget. Den 20 juni 1920 anlände Marlborough till Konstantinopel, där Medelhavsflottan koncentrerades för att stödja ockupationen av staden. Den 6 juli landsteg brittiska styrkor vid Gemlik, medan Marlborough gav artilleristöd.
I oktober 1920 anlände slagskeppet King George V för att ersätta Marlborough i Medelhavsflottan. Marlborough återvände sedan till Devonport, där hon påbörjade en större ombyggnad som ägde rum mellan februari 1921 och januari 1922. Under ombyggnaden installerades avståndsmätare och flygplansplattformen togs bort från "B"-tornet. Efter att ha slutfört ombyggnaden i januari 1922 togs Marlborough åter i bruk och tilldelades Medelhavet, där hon ersatte Emperor of India. Hon tjänstgjorde som det andra kommandoflaggskeppet fram till oktober. Efter Lausannefördraget 1923 drog de allierade länderna tillbaka sina ockupationsstyrkor från Turkiet; Marlborough var med och eskorterade truppkonvojerna ut ur Konstantinopel.
Marlborough fungerade kortvarigt som flaggskepp för den biträdande befälhavaren för den 4:e stridsskvadronen efter att King George V skadats av en klippa utanför Mytilene. I november 1924 döptes den 4:e stridsskvadronen om till den 3:e stridsskvadronen. I mars 1926 överfördes eskadern, inklusive Marlborough, till Atlantflottan. Där tjänstgjorde slagskeppen som skolfartyg. År 1929 ersattes fartygets 7,6 cm luftvärnskanoner med kraftfullare 10,2 cm kanoner. I januari 1931 tjänstgjorde Marlborough som eskaderns flaggskepp och avlöste Emperor of India. Hon förblev i denna position i endast fem månader och avvecklades den 5 juni. Enligt villkoren i Londonfördraget från 1930 skulle de fyra fartygen i Iron Duke-klassen skrotas eller demilitariseras; Marlborough skulle enligt planerna tas ur tjänst 1931 och skrotas.
Skeppet användes som målfartyg för att testa effekten av olika vapen på stora fartyg, tillsammans med Emperor of India. Testerna innefattade beskjutning av jagare på nära håll för att testa deras effektivitet i en simulerad nattlig strid, direkta träffar från 34,3 cm granater, bombtester och experiment med detonationer i magasinen. De två första testerna genomfördes i juli 1931 och var simuleringar av magasinsexplosioner. Ventilationssystemet fungerade som avsett och även om explosionerna orsakade allvarliga interna skador förstördes inte Marlborough, vilket de tre slagkryssarna hade gjort vid Skagerrak. 1932 genomfördes ytterligare tester med bomber utan sprängämnen på 110 kg (250 pund) och 230 kg (500 pund) för att testa däckets hållfasthet. 200 kg (450 pund) pansarbrytande bomber (AP) och 490 kg (1 080 pund) högexplosiva bomber (HE) detonerade sedan inne i fartyget för att testa deras effektivitet. Royal Navy konstaterade att HE-bomberna var värdelösa, men att det skulle krävas ett tjockt däckspansar för att ge skydd mot de pansarbrytande bomberna. Detta ledde till beslutet att förstärka däckspansaret på befintliga slagskepp under hela 1930-talet.
Marlborough togs upp på listan över fartyg som skulle avvecklas i maj 1932 och såldes snabbt till Alloa Shipbreaking Co. Den 25 juni anlände hon till Rosyth, där hon skrotades.